# Another Green World
Az 1975-ös Another Green World Brian Eno harmadik nagylemeze. Akárcsak a korábbi albumokon, itt is több zenésszel dolgozott együtt, mint Phil Collins, John Cale és Robert Fripp. Az előző albumhoz képest nagy zenei változás figyelhető meg a lemezen.
Megjelenése után pozitív és negatív kritikát is kapott, az utókor megítélése általában pozitív, több különböző "legjobb" listára került fel. Sem az Egyesült Államokban, sem az Egyesült Királyságban nem jutott fel az albumlistára. Szerepel az 1001 lemez, amit hallanod kell, mielőtt meghalsz című könyvben. 2020-ban Minden idők 500 legjobb albuma listán 338. helyen szerepelt.

## Az album dalai
| 1. | Sky Saw             | Brian Eno | 3:25 |
| 2. | Over Fire Island    | Brian Eno | 1:49 |
| 3. | St. Elmo's Fire     | Brian Eno | 3:02 |
| 4. | In Dark Trees       | Brian Eno | 2:29 |
| 5. | The Big Ship        | Brian Eno | 3:01 |
| 6. | I'll Come Running   | Brian Eno | 3:48 |
| 7. | Another Green World | Brian Eno | 1:28 |

| 1. | Sombre Reptiles                  | Brian Eno | 2:26 |
| 2. | Little Fishes                    | Brian Eno | 1:30 |
| 3. | Golden Hours                     | Brian Eno | 4:01 |
| 4. | Becalmed                         | Brian Eno | 3:56 |
| 5. | Zawinul/Lava                     | Brian Eno | 3:00 |
| 6. | Everything Merges with the Night | Brian Eno | 3:59 |
| 7. | Spirits Drifting                 | Brian Eno | 2:36 |

## Közreműködők
- Brian Eno – ének, szintetizátor, basszusgitár, gitár, ütőhangszerek, dobgép, zongoram, billentyűk, Hammond és Farfisa orgona, Yamaha basszuspedálok, hangeffektusok, producer
- John Cale – brácsa a Sky Saw és a Golden Hours dalokon
- Phil Collins – dob, ütőhangszerek a Sky Saw, Over Fire Island és Zawinul/Lava dalokon
- Robert Fripp – elektromos gitár a St. Elmo's Fire, I'll Come Running és Golden Hours dalokon
- Percy Jones – érintő nélküli basszusgitár a Sky Saw, Over Fire Island és Zawinul/Lava dalokon
- Roderick Melvin – Fender Rhodes zongora, zongora a Sky Saw, I'll Come Running és Zawinul/Lava dalokon
- Paul Rudolph – nagybőgő, basszusgitár, gitár, pergődob a Sky Saw, I'll Come Running és Zawinul/Lava dalokon
- Brian Turrington – basszusgitár, zongora az Everything Merges With the Night-on

## Fordítás
- Ez a szócikk részben vagy egészben az Another Green World című angol Wikipédia-szócikk ezen változatának fordításán alapul.  Az eredeti cikk szerkesztőit annak laptörténete sorolja fel. Ez a jelzés csupán a megfogalmazás eredetét és a szerzői jogokat jelzi, nem szolgál a cikkben szereplő információk forrásmegjelöléseként.